# زایگان
زایگان (به تاتی: زاگون) از روستاهای دهستان رودبار قصران بخش رودبار قصران شهرستان شمیرانات استان تهران ایران است.

## جمعیت
جمعیت این روستا بر اساس سرشماری سال ۱۳۸۵ حدود ۴۲۵ نفر در ۱۳۰ خانوار بوده است. که قطعاً تاکنون تغییر یافته است.

## زبان
اهالی زایگان به گویش قصرانی زبان مازندرانی صحبت می کنند.